# Güney Dal
Güney Dal (* 11. August 1944 in Çanakkale) ist ein türkischsprachiger Autor, der in Deutschland lebt und arbeitet.

## Leben
In der Türkei nach dem Studium der Romanistik als Synchronsprecher, Buchhändler und Rundfunkjournalist arbeitend, war Dal ab 1972 in Berlin zunächst als Fabrikarbeiter tätig, später als Autor und Journalist für den SFB. Inzwischen freier deutscher Schriftsteller, arbeitet Dal weiterhin in seiner Muttersprache und lässt in enger Zusammenarbeit mit dem literarischen Übersetzer Carl Koß seine Erstausgaben ins Deutsche übertragen.
Sein Roman Europastraße 5 wurde 1996 von Macha Méril, mit ihr selbst in der Hauptrolle, als Alla turca verfilmt.
Er ist der Vater der Schauspielerinnen Ceren Dal (* 1973) und Sophie Dal (* 1981).

## Romane
- 1979: E 5 (auch Europastraße 5)  (Piper) ISBN 3886530345
- 1979: Wenn Ali die Glocken läuten hört (ikoo-Verlag) ISBN 3886779076
- 1985: Die Vögel des falschen Paradieses (Dağyeli Verlag) ISBN 3924320195
- 1988: Der enthaarte Affe (Piper) ISBN 3492031706
  - 1999: Neuauflage als: Janitscharenmusik (Piper) ISBN 3492226906
- 1994: Eine kurze Reise nach Gallipoli (Piper) ISBN 3492036503
- 1999: Teestunden am Ring (Piper) ISBN 3492041167

## Auszeichnungen
- 1976: Romanpreis des Verlages Milliyet (Istanbul)
- 1980: Literaturstipendium des Berliner Senats
- 1983: Literaturstipendium des Berliner Senats
- 1985: Literaturstipendium des Berliner Senats
- 1997: Adelbert-von-Chamisso-Preis